# Dreptul roman în Evul Mediu
Dreptul roman în Evul Mediu a fost continuarea și dezvoltarea dreptului roman antic în Europa Evului Mediu târziu. Acest sistem juridic s-a bazat pe textele antice ale dreptului roman, Corpus Juris Civilis, la care a adăugat concepte noi, care au format mai apoi sistemul dreptului civil (sistemul folosit în general în țările nevorbitoare de engleză, țări în care exista sistemul dreptul jurisprudențial).

## Redescoperirea dreptului roman antic
Deși unele sisteme legale din Evul Mediu timpuriu, așa cum a fost cel al vizigoților, au păstrat unele caracteristici ale dreptului roman, principalele texte ale legilor romane erau practic necunoscute până la redescoperirea  Digesta seu Pandectae în Italia la sfârșitul secolului al XI-lea. În scurt timp a devenit evident că „Digesta” este o realizare intelectuală remarcabilă, care cerea timp și studiu pentru a fi înțeleasă. Prima universitate europeană, Universitatea din Bologna, s-a preocupat în principal de studierea acestor texte.

## Perioada interpreților juridici
Textele dreptului roman antic nu erau foarte explicite în anumite probleme de principiu, iar interpreții juridici au socotit necesar să dezvolte metoda scolastică de comparare a textelor potențial conflictuale și a principiilor rezultante, care ar fi explicat contradicțiile aparente. Interpreții textelor antice care au activat în secolele XII-XIII precum Azo din Bologna și Accursius, erau autorii unor armonizări ample ale textelor și a unor comentarii bogate. Ei au dezvoltat noi concepte prin analiza diferitelor texte înrudite, așa cum a fost „semiplena probatio” (probatoriul incomplet) în dreptul criminal.

La început, dreptul roman redescoperit nu a fost folosit anume de o țară sau o instituție, dar după ce juriștii pregătiți în domeniul conceptele dreptului roman au ajuns să domine profesiunea, dreptul roman a ajuns să aibă un efect uriaș asupra actului justiției. De exemplu, torturăa a fost reintrodusă în Europa ca mijloc de obținere a dovezilor, cel mai des fiind folosită în cazul „semiplena probatio” sau în cazul în care împotriva pârâtului nu existau suficiente dovezi pentru condamnare. 
Dreptul britanic a incorporat numeroase concepte ale dreptului roman prin intermediul lucrărilor lui Glanvill și Bracton. Pe de altă parte, dreptul britanic a adoptat sistemul juriului, ca formă principală de evaluare a dovezilor, prin aceasta rămânând mai puțin influențat de sistemul roman decât dreptul continental. În cadrul aceluiași sistem însă, Curtea maritimă se bazează pe principiile de drept roman. 
Dreptul canonic, sistemul juridic al Bisericii Romano-Catolice, s-a dezvoltat în paralel cu dreptul roman medieval și a incorporat numeroase dintre conceptele sale. 

## Perioada de după interpreții juridici
„Post-interpreții” din secolul al XIV-lea, precum Bartolus de Saxoferrato și Baldus de Ubaldis, au fost creatorii unei teorii juridice mature și mai ample, mai puțin legată de textele antice. Această abordare a asigurat legilor o mai mare flexibilitate pentru acceptarea unor concepte noi, de exemplu cele legate de asigurări .

## Influențele târzii
Dreptul roman a funcționat (cu excepția notabilă a Angliei) ca Ius commune (drept comun), care asigura principiile de interpretarea pentru cazurile dificile, sau pentru acelea în care nu existau reglementări locale, În Scoția, sistemul juridic a fost puternic influențat de dreptul roman al secolui al XV-lea.
Dreptul roman a fost incorporat parțial în sistemele juridice de pe continentul european așa cum a fost cazul Codul Civil Napoleonian. Acesta din urmă baza dreptului civil al țarilor continentale europene și nu numai. 
Dreptul roman a avut o mare influența asupra teoriei politice ocidentale. Chestiuni precum scopul și limitele guvernării și modul de îndepărtare de la putere al dictatorilor prin violență au fost abordate în primul rând ca probleme de drept și au fost rezolvate la nivel teoretic de cercetători în domeniul juridic. Aceste idei formează baza sistemului constituțional care prevede ca guvernarea să fie bazată pe norme legale bine definite.

## Resurse internet
- Dreptul medieval Arhivat în 28 iunie 2013, la Wayback Machine.